# Parijs-Camembert 2022
De 83e editie van de Franse wielerwedstrijd Parijs-Camembert vond plaats op 12 april 2022. De start was in Pont-Audemer en de finishstreep lag in Livarot.
Deze editie werd gewonnen door Anthony Delaplace. Hij wist te winnen door een solo van zo'n twee kilometer af te leggen. Zijn landgenoot Valentin Ferron wist hij hiermee achter zich te houden met slechts vier seconden verschil. Thibault Ferasse kwam als derde over de finish.

## Uitslag
| Plaats  | Naam                 | Ploeg              | tijd     |
| ------- | -------------------- | ------------------ | -------- |
| Winnaar | Anthony Delaplace    | Arkéa Samsic       | 5u12'01" |
| 2       | Valentin Ferron      | Total Energies     | +4"      |
| 3       | Thibault Ferasse     | B&B Hotels-KTM     | +14"     |
| 4       | Geoffrey Bouchard    | AG2R-Citroën       | z.t.     |
| 5       | Jimmy Janssens       | Alpecin-Deceuninck | z.t.     |
| 6       | Matis Louvel         | Arkéa Samsic       | +39"     |
| 7       | Edvald Boasson Hagen | Total Energies     | z.t.     |
| 8       | Luca Mozzato         | B&B Hotels-KTM     | z.t.     |
| 9       | Damien Touzé         | AG2R-Citroën       | z.t.     |
| 10      | Axel Zingle          | Cofidis            | z.t.     |

1946 · 1947 · 1948 · 1949 · 1950 · 1951 · 1952 · 1953 · 1954 · 1955 · 1956 · 1957 · 1958 · 1959 · 1960 · 1961 · 1962 · 1963 · 1964 · 1965 · 1966 · 1967 · 1968 · 1969 · 1970 · 1971 · 1972 · 1973 · 1974 · 1975 · 1976 · 1977 · 1978 · 1979 · 1980 · 1981 · 1982 · 1983 · 1984 · 1985 · 1986 · 1987 · 1988 · 1989 · 1990 · 1991 · 1992 · 1993 · 1994 · 1995 · 1996 · 1997 · 1998 · 1999 · 2001 · 2002 · 2003 · 2004 · 2005 · 2006 · 2007 · 2008 · 2009 · 2010 · 2011 · 2012 · 2013 · 2014 · 2015 · 2016 · 2017 · 2018 · 2019 · 2020 · 2021 · 2022 · 2023 · 2024